# جلایر (تفرش)
جلایر (تفرش)، روستایی از توابع بخش مرکزی شهرستان تفرش در استان مرکزی ایران است که در نزدیکی سد ساوه (الغدیر) واقع شده‌است.
روستای جلایر با توجه به موقعیت جغرافیایی و وجود منابع آبی فراوان و با توجه به خاک حاصل خیز و همچنین تنوع زیست جانوری همواره در تمام ادوار تاریخ خاستگاه نوع بشر بوده است که سند این ادعا با کمی جستجویی ساده و کمی دقت در اطراف روستا قابل مشاهده است.
متاسفانه امروزه گردشگری غیر اصولی و غیر حرفه ای و همچنین کم لطفی گردشگران فراوانی که به این روستا سفر می‌کنند باعث شده که زیبایی های بی نظیر و بکر این روستا در زیر زباله ها مدفون گردد و دیگر شاهد شادابی و طراوت بی مثال این روستا نباشیم

## جمعیت
این روستا در دهستان خرازان قرار دارد و براساس سرشماری مرکز آمار ایران در سال ۱۳۸۵، جمعیت آن ۱۵۰ نفر (۵۹خانوار) بوده‌است.